# Pelinovo
Pelinovo (en serbe cyrillique : Пелиново) est un village du sud-ouest du Monténégro, dans la municipalité de Kotor.

## Démographie

### Évolution historique de la population
| 1948 | 1953 | 1961 | 1971 | 1981 | 1991 | 2003 |
| ---- | ---- | ---- | ---- | ---- | ---- | ---- |
| 98   | 104  | 98   | 95   | 160  | 174  | 71   |